# Tombereau

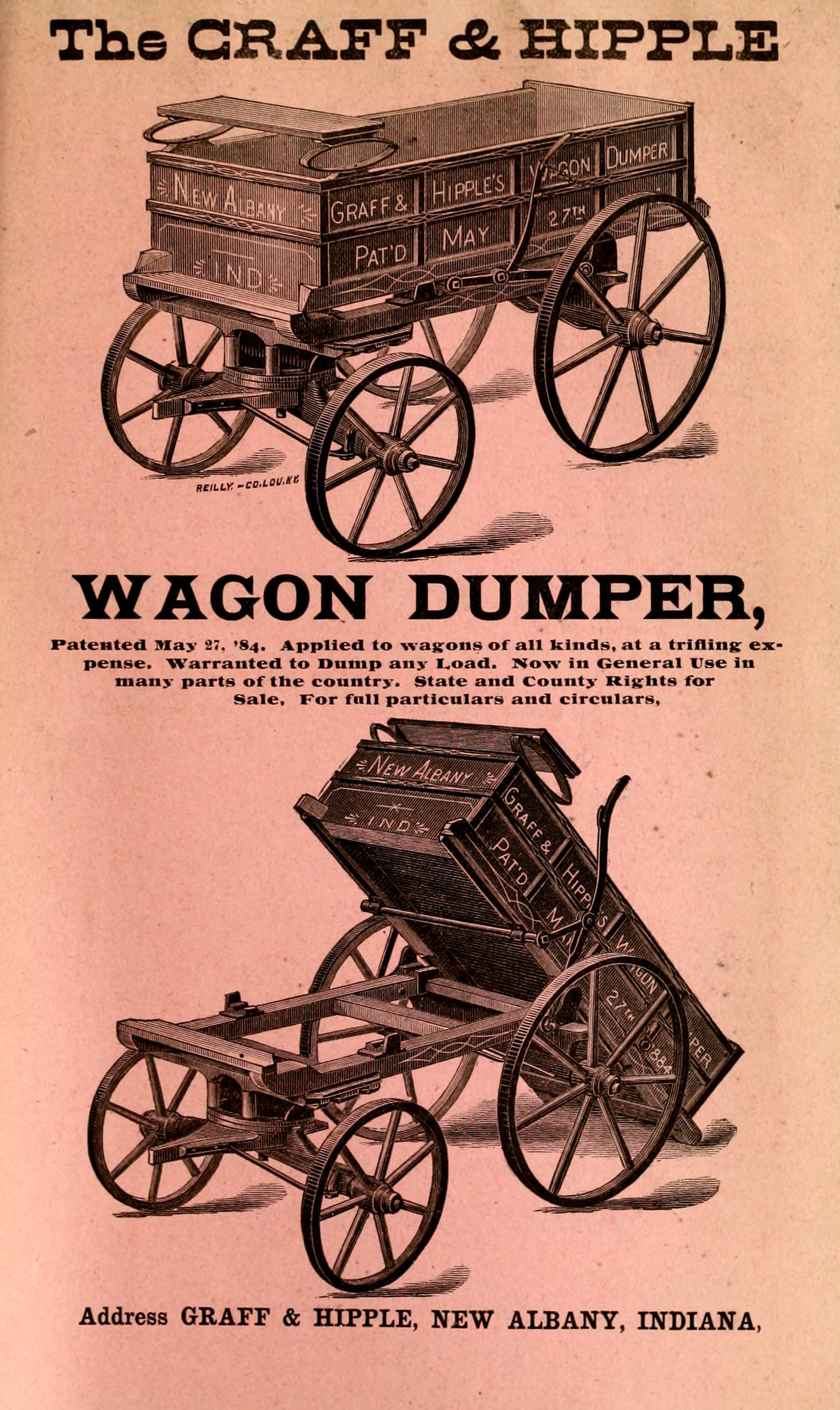
Tombereau hippomobile.

Tombereau désigne des engins de transport et manutention et dont l'utilisation est ancienne. Il peut concerner :
- des véhicules, généralement agricoles ou de chantier, destinés à transporter des matériaux. Il est plus spécialement adapté au transport et déchargement rapide du vrac. Sa particularité est que la caisse peut basculer pour vider le chargement. De là vient le nom, du verbe tomber, au sens ancien de basculer. Les tombereaux pouvaient être,  suivant leur taille, tirés à bras ou par des animaux de trait ou un tracteur.
- les bennes automotrices de chantier modernes qui ont repris ce nom. On disait aussi autrefois camion-tombereau[1]. Tombereau auprès d'un tas de tourbe dans un croft écossais. The Shetland Crofthouse Museum.

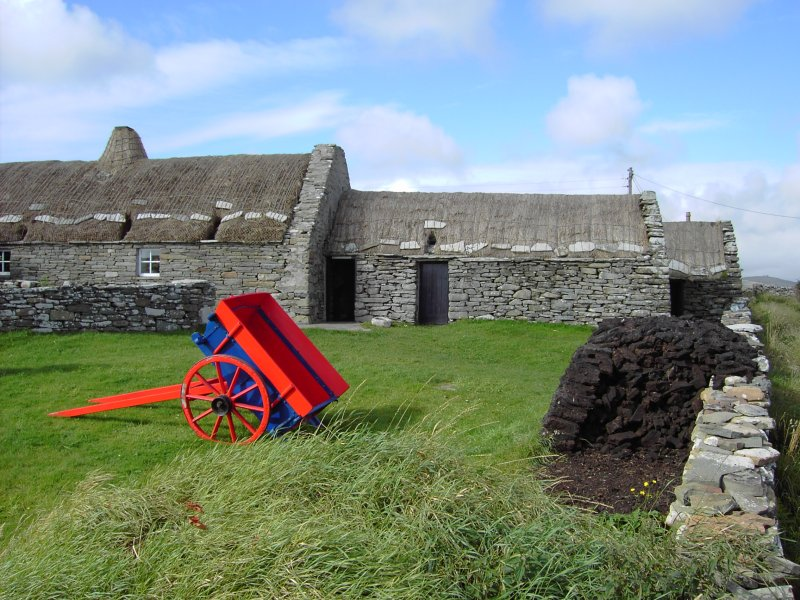
Tombereau auprès d'un tas de tourbe dans un croft écossais. The Shetland Crofthouse Museum.

- Un wagon tombereau est un véhicule ferroviaire également destiné au transport en vrac. Il est constitué d'une caisse ouverte en bois ou en tôle, bâchable ou non, à deux essieux ou à bogies.

## Tombereaux agricoles
Le tombereau est un outil de transport qui a été très utilisé depuis le Moyen Âge, particulièrement en agriculture (fourrages, terre, paille, fumier). La caisse est montée sur des roues de grand diamètre qui permettent son basculement sous l'effet du poids de la charge.  Pour les remorques agricoles basculantes modernes on parle plutôt de remorques bennes.

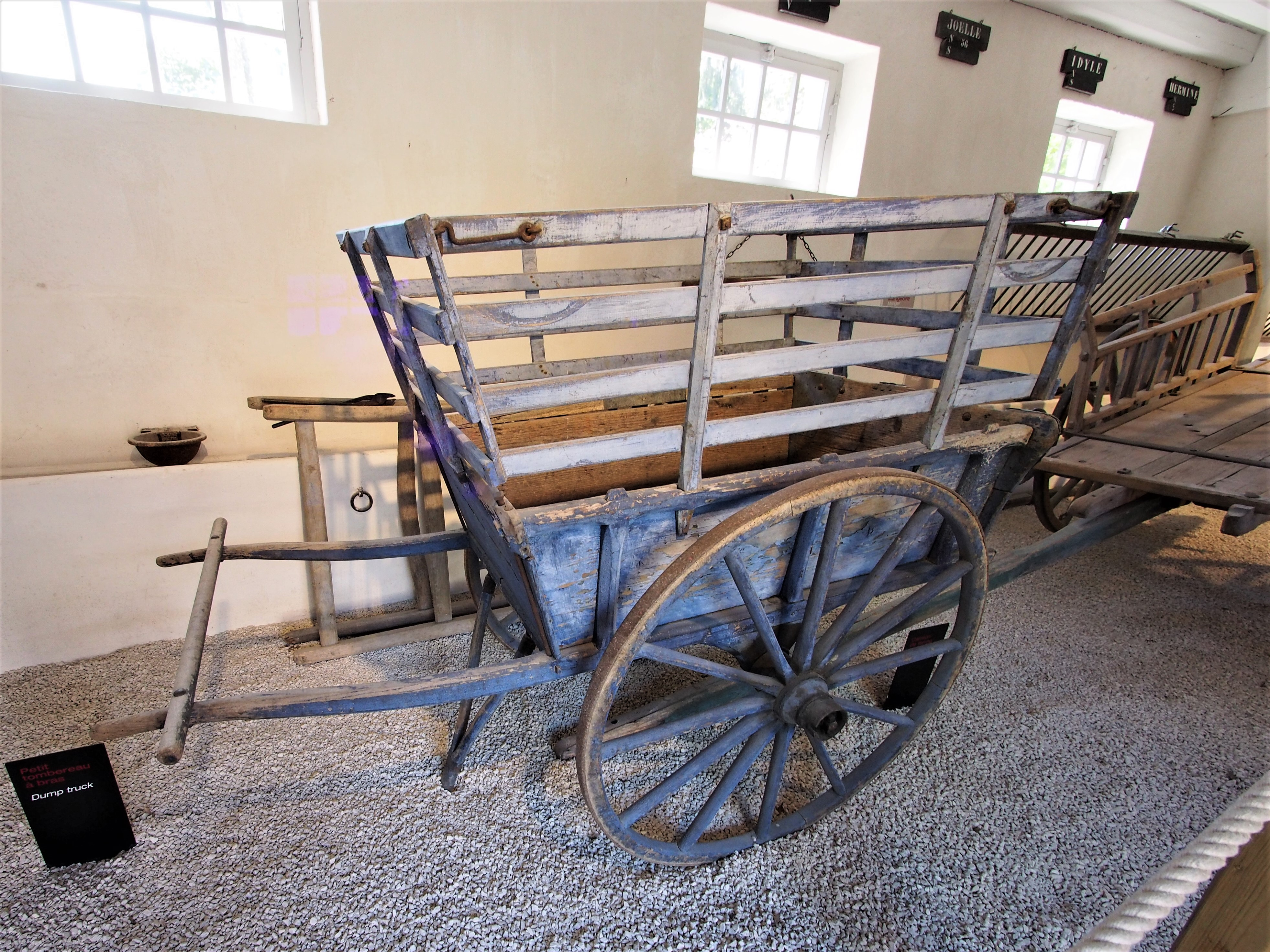
Petit tombereau à bras avec grandes ridelles.

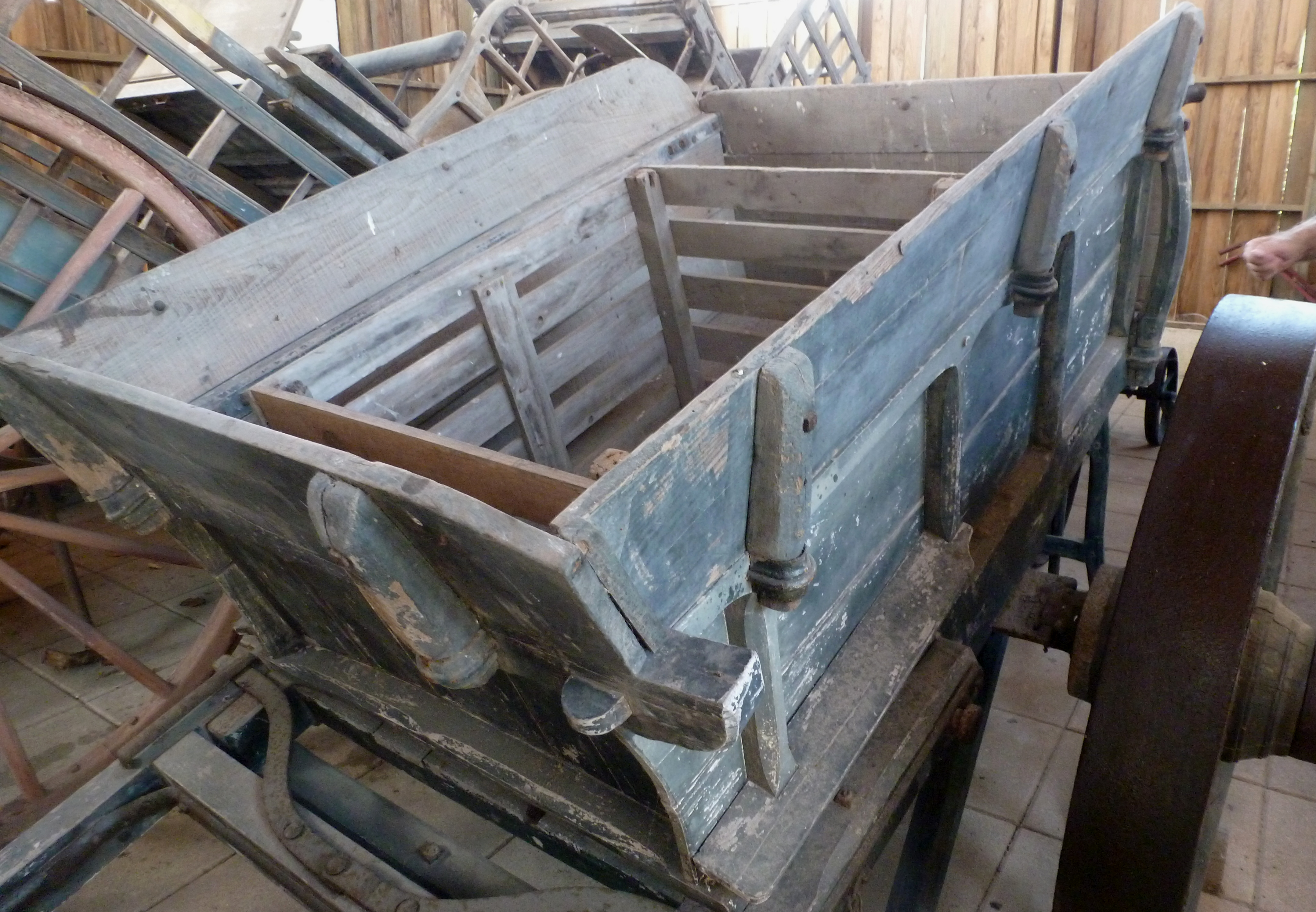
Benne d'un tombereau agricole transportant une caisse. Il est ici équipé de ses ridelles et de sa porte à l'arrière.

## Tombereaux de chantiers, mines et carrières
Le terme tombereau (dumper en anglais, les deux termes entrant en concurrence) est utilisé au Québec et aussi en France pour désigner un engin de chantier, ou de carrière, comportant une benne montée sur un châssis. Il est créé environ vers 1477
On peut les classer en trois catégories : 
- les engins de petite taille ;
- les tombereaux articulés ;
- les tombereaux rigides.

### Engins de petite taille

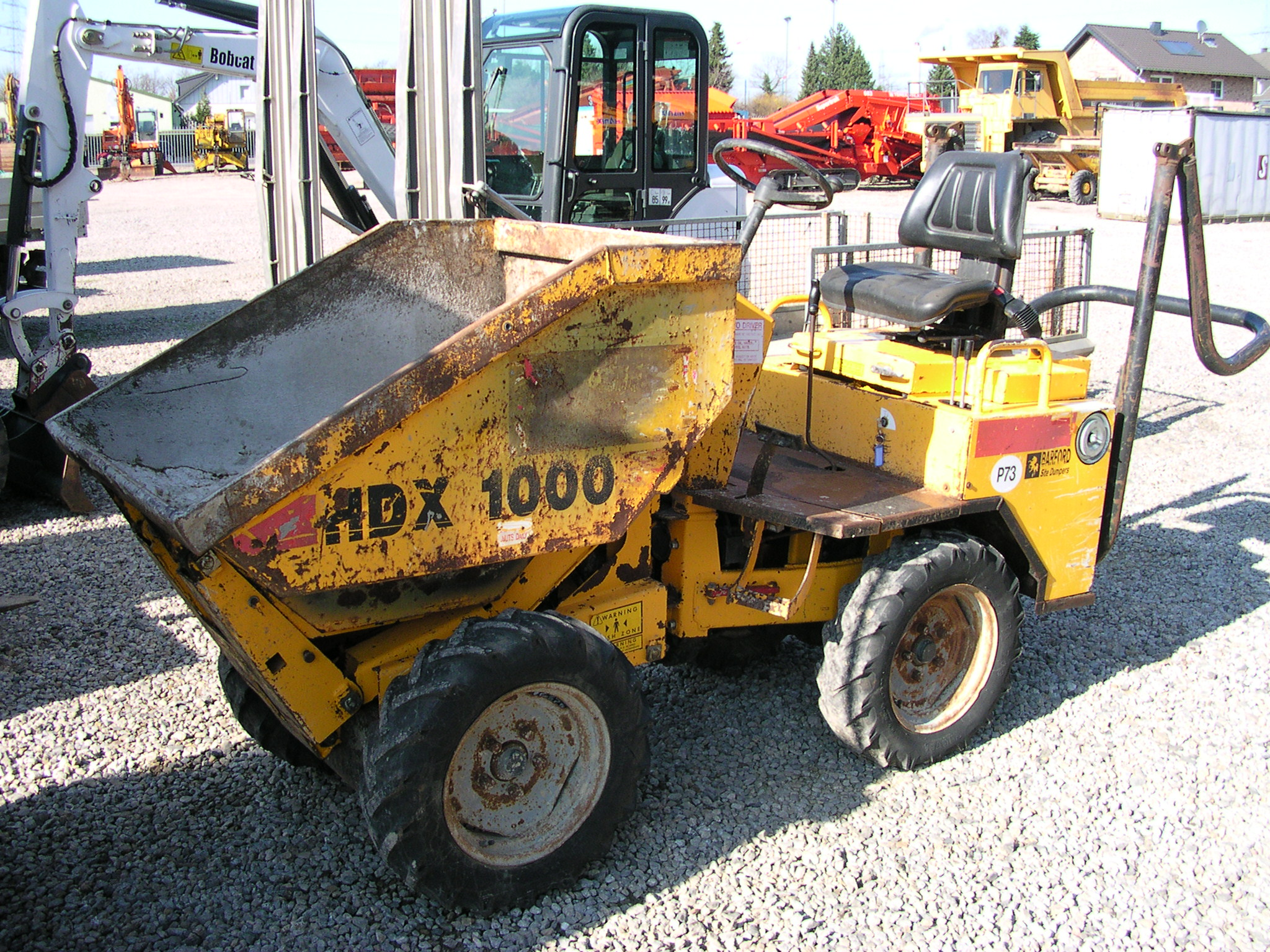
Un petit tombereau articulé Barford.

Les brouettes de chantiers à plusieurs roues et dont la caisse bascule sur un châssis, peuvent être considérés comme de petits tombereaux. Ils sont aussi nommés plus exactement « basculeurs ». Leur charge utile varie d'une centaine de kilogrammes à plusieurs tonnes. Ils sont généralement très maniables ; certains d'entre eux ont un poste de conduite réversible, ce qui facilite les manœuvres.

### Articulés
Ces machines résultent à l'origine de l'accouplement d'un tracteur agricole, auquel on avait retiré l'essieu avant, et d'une remorque. L'essieu de la remorque était motorisé par la prise de force du tracteur en mode proportionnel à l'avancement. Volvo fut le pionnier de ce type d'engins et le DR860 demeure l'archétype du tombereau articulé. Les mauvaises conditions des chemins d'Europe du Nord ont poussé bien des constructeurs locaux à développer des engins de ce type, notamment Volvo, Kockum et Nordstroëm. Bien qu'offrant une charge utile généralement plus faible que les tombereaux rigides qui les ont précédés, ces machines présentent l'avantage d'offrir d'excellentes prestations en tout terrain, notamment dans la boue. Dès lors, il n'est pas nécessaire pour les utiliser, de lancer des opérations de préparations du terrain (nivelage, pose de tout venant, compactage, etc.), comme c'est parfois le cas pour leurs cousins rigides. Leur vitesse peut atteindre 50 km/h.

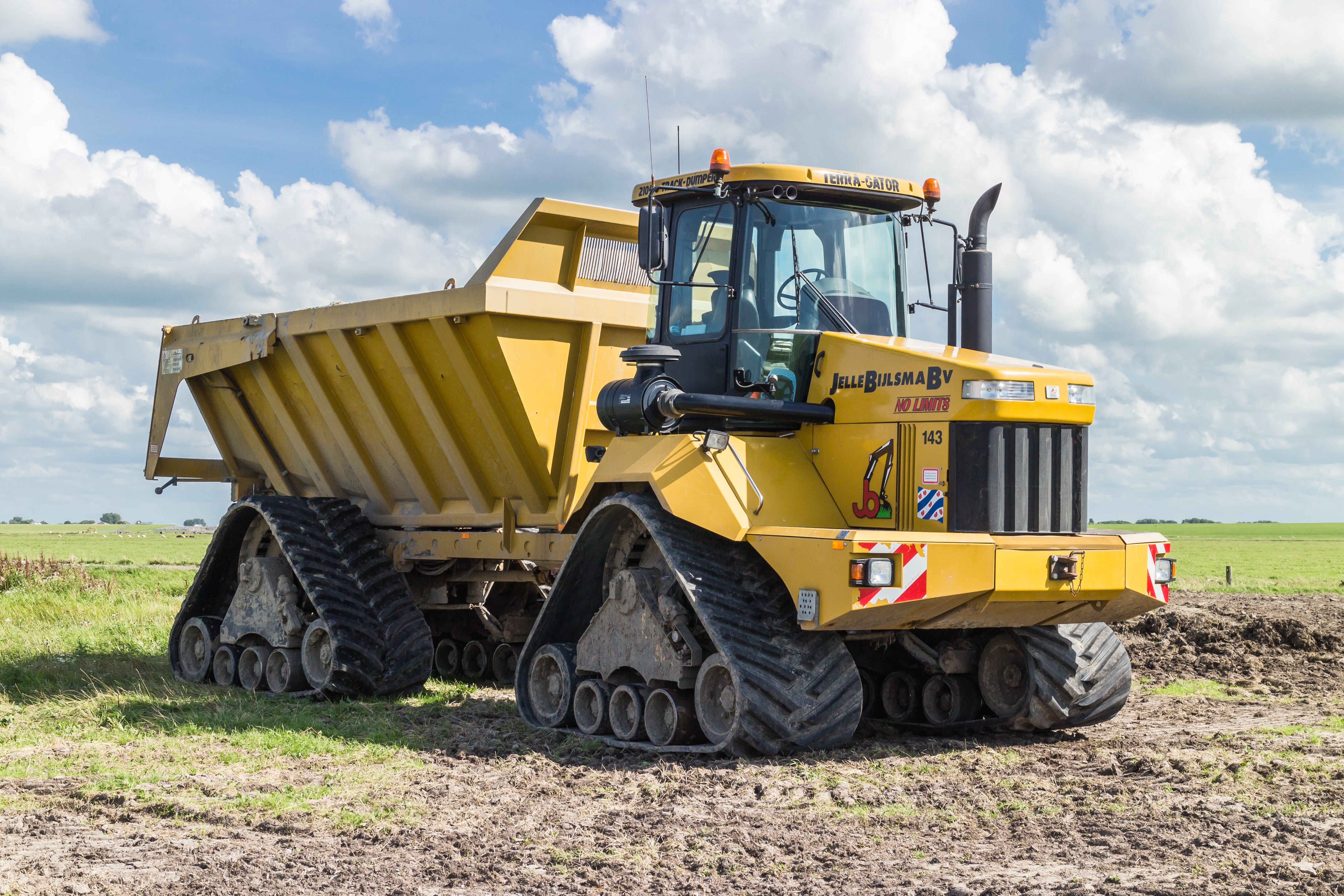
Un tombereau chenillé articulé Terra Gator 2104 Track Dumper, pour l'entretien des polders en Hollande en août 2017.

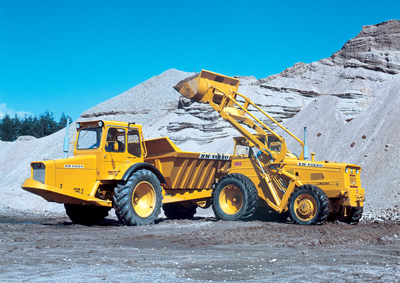
Tombereau articulé Volvo-BM DR 631 (années 1960). La partie avant est clairement un tracteur agricole Volvo privé de son train avant.

Dans cette catégorie, la machine se compose de deux parties : 
- le tracteur, comportant la cabine et les organes mécaniques : moteur, pompes hydrauliques, système de refroidissement, etc. Cette partie repose sur un seul pont, donc deux roues uniquement. Il n'est donc pas autonome et on ne peut pas le désaccoupler du châssis-benne ;
- le châssis comportant la benne, partie arrière de la machine. Il repose sur un (cas des très petits modèles) ou deux ponts (le plus souvent).

Ces deux parties sont assemblées par un tourillon et deux vérins hydrauliques horizontaux, ceux-ci servant d'organes de direction. L'articulation est conçue de manière que la partie arrière puisse se renverser, sans affecter la stabilité du tracteur.

En règle générale, les roues (le plus souvent au nombre de six) sont toutes motrices.

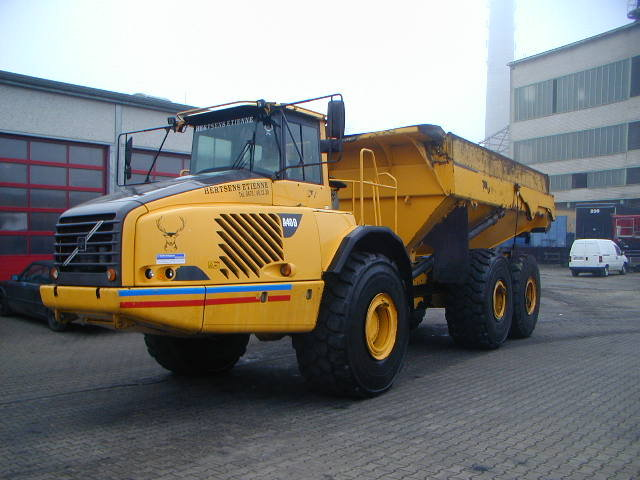
Tombereau articulé Volvo A40D.

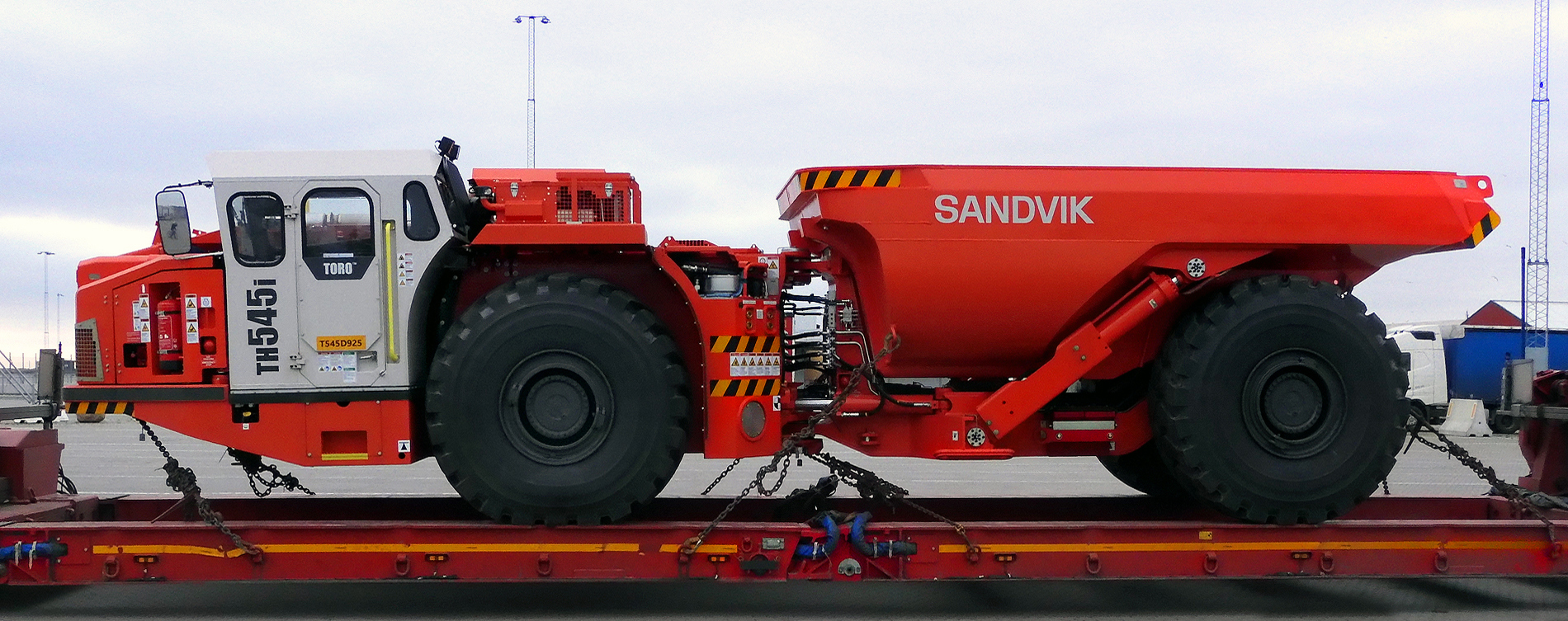
Tombereau articulé surbaissé.

Ces machines ont une charge utile variable selon les modèles : généralement de 25 à 40 tonnes, à l'exception de petits modèles (Case, New Holland) et des Bell B50D (appelés Deere D500 en Amérique du Nord, 50 tonnes). Leur utilisation est variable : voiries (charge utile de 20 et 25 tonnes), terrassements et transports en carrières (35 tonnes et plus de charge utile). Il existe des versions surbaissées pour le travail dans les mines. 

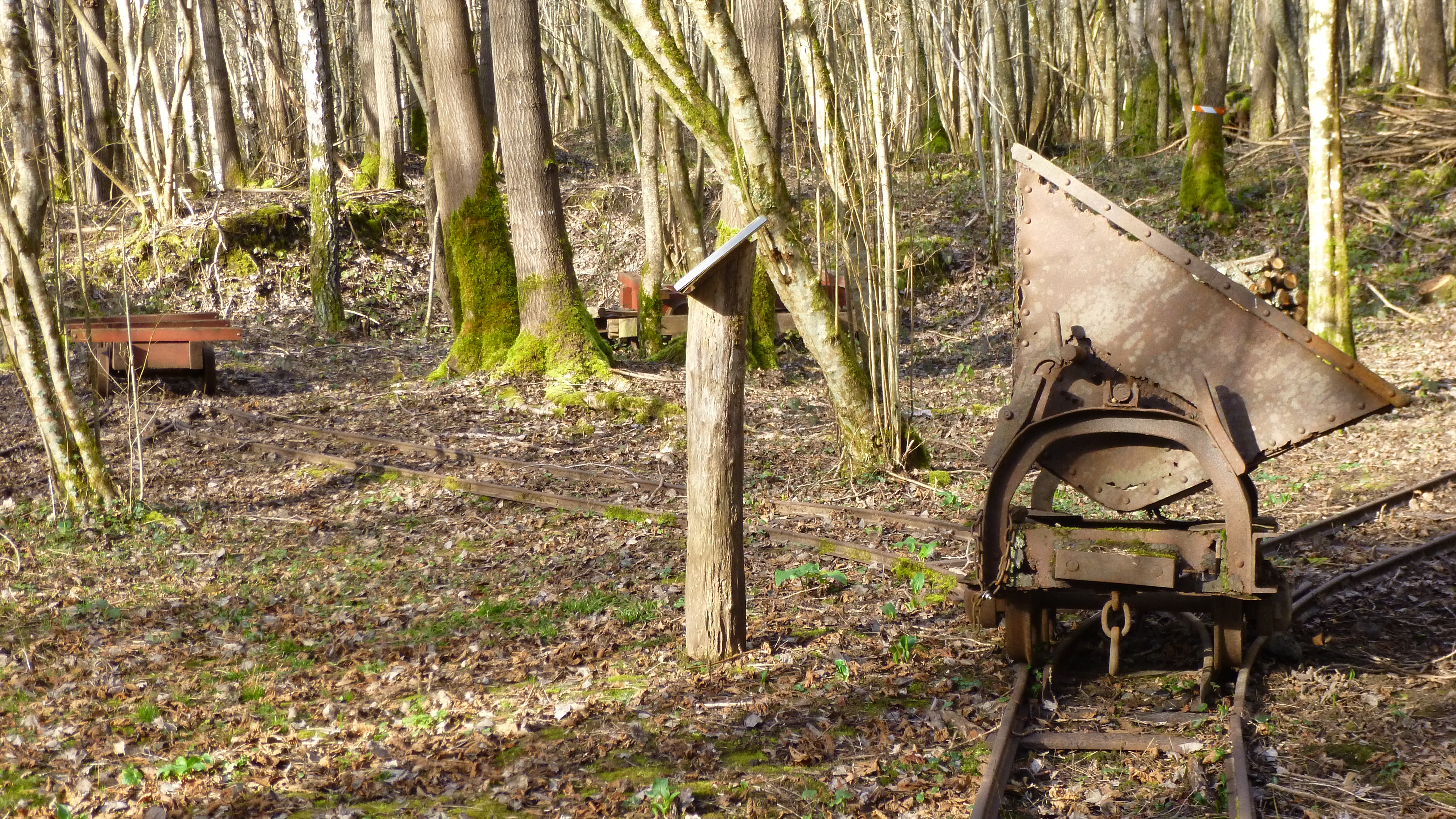
Wagonnet-tombereau à décharge latérale sur voie de 40 cm, Tannerre-en Puisaye, France, années 1900.

Principaux constructeurs : Volvo Construction Equipment, Caterpillar, Liebherr, Astra SpA, Terex, Moxy Engineering (en), Bell, Komatsu, etc.

### Rigides

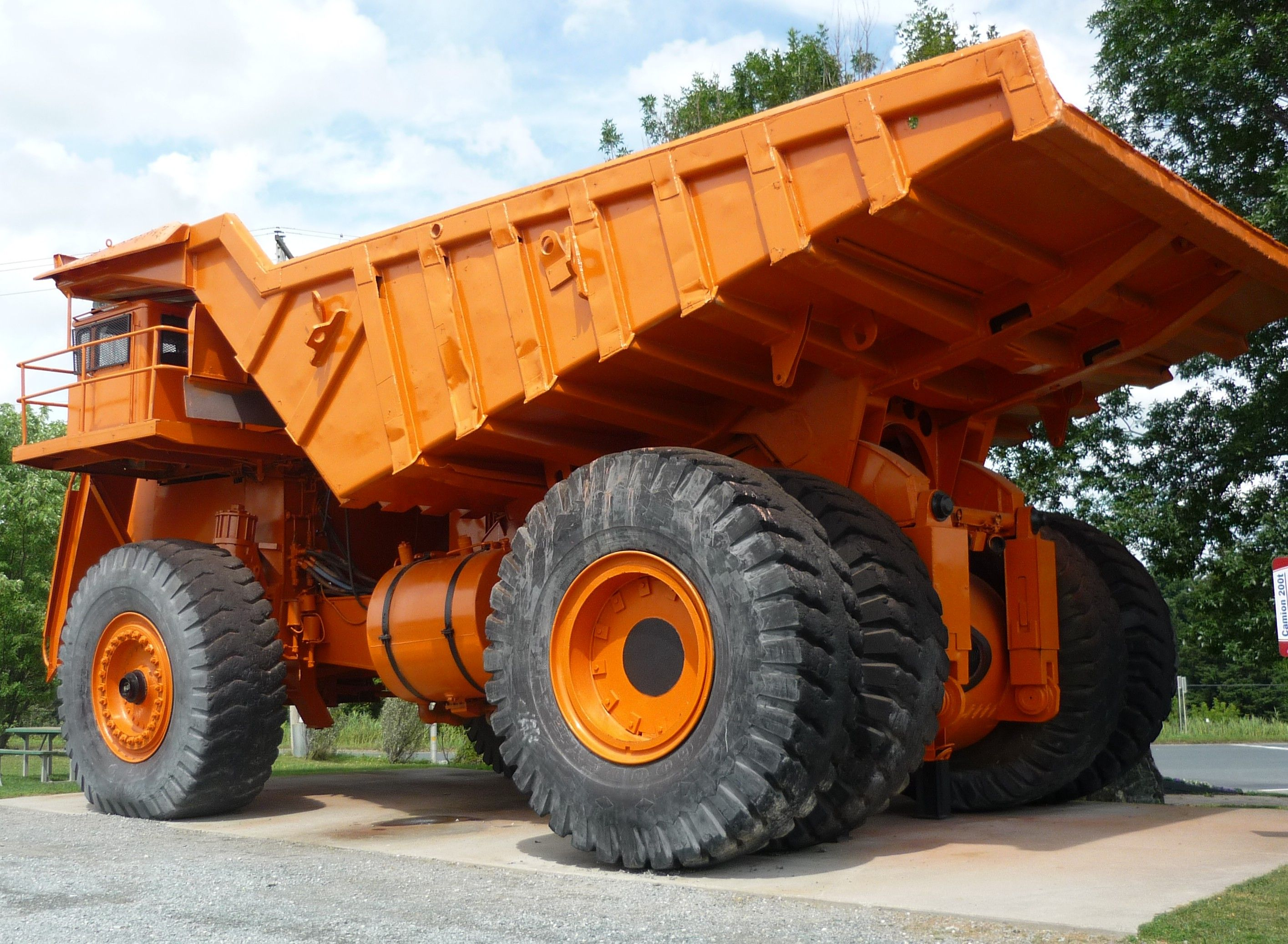
Tombereau rigide géant Lectra Haul.

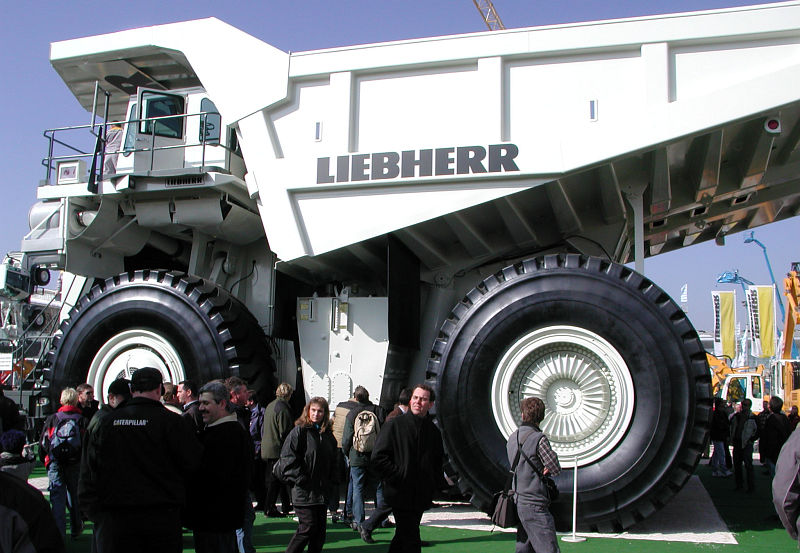
Liebherr T 282B.

Gros tombereaux à six roues ou chenillés pour le transport en carrière ou dans les mines à ciel ouvert. On les rencontre aussi sur les gros chantiers. Leur avantage demeure  la robustesse et la capacité de charge élevée, mais ils pâtissent d'une mobilité médiocre sur mauvais terrain, car ils n'ont que quatre roues motrices pour la plupart. En revanche, leur vitesse est supérieure à celle de leurs homologues articulés. La charge utile atteint 360 tonnes pour le Liebherr T 282B. Il existe aussi de nombreux engins plus petits dont la charge oscille entre 30 et 50 tonnes pour les plus courants. En France, Berliet et Secmafer ont produit des tombereaux rigides. Parmi les plus fameux : le Berliet T100, de 80 tonnes de capacité (le plus gros camion du monde en son temps) et le Secmafer SFTT115 de 115 tonnes. Les plus gros engins de ce type disposent souvent d'une transmission Diesel-électrique et d'un moteur de locomotive développant quelques milliers de chevaux. Le poste d'entretien le plus coûteux demeure celui des pneus. Ce sont ces derniers qui limitent la course à la puissance engagée par les constructeurs. Pour charger plus lourd, il faut soit plus de pneus (ce qui grève la rentabilité), soit des pneus plus gros. Mais ceux-ci ne sont alors plus transportables (un pneu ne peut être démonté ou plié).
Principaux constructeurs : Volvo Construction Equipment, Euclid Trucks, Komatsu, Caterpillar, Liebherr, Mecalac, Wacker Neuson, Perlini, Astra SpA, Hitachi, Terex, Dresser Haulpack, BelAZ, Hydrema, etc.